# Brandyn Curry
Brandyn Curry, né le 2 octobre 1991, à Huntersville, en Caroline du Nord, est un joueur américain de basket-ball. Il évolue au poste de meneur.

## Palmarès
- 2x Champion des Pays-Bas 2015, 2018